# 경기도의 기념물 (제1호 ~ 제100호)
경기도 기념물은 시도기념물 중에서 경기도 내에 있는 문화재를 의미한다.

## 지정 목록

### 제1호 ~ 제100호
| 번호  | 사진 | 명칭                                                    | 소재지                                      | 관리자 (단체)                | 지정일                                                                                | 참조 |
| 1호   |      | 정몽주선생묘 (鄭夢周先生墓)                             | 경기 용인시 처인구 모현읍 능원리 산3        | 영일정씨 포은공파            | 1972년 5월 4일 지정                                                                   |      |
| 2호   |      | 권율장군묘 (權慄將軍墓)                                 | 경기 양주시 장흥면 석현리 산168-1           | 이윤배                       | 1972년 5월 4일 지정                                                                   |      |
| 3호   |      | 심대장군묘 (沈岱將軍墓)                                 | 경기 용인시 남사면 완장리 산119-1           | 청송심씨 충장공파            | 1972년 5월 4일 지정                                                                   |      |
| 4호   |      | 석릉 (碩陵)                                             | 경기 경기전역 강화군 양도면 길정리 182      | 강화군                       | 1972년 7월 3일 지정, 1992년 3월 10일 해제, 사적 제369호로 승격                        |      |
| 5호   |      | 가릉 (嘉陵)                                             | 경기 경기전역 강화군 양도면 능내리 16-1     | 강화군                       | 1972년 7월 3일 지정, 1992년 3월 10일 해제, 사적 제370호로 승격                        |      |
| 6호   |      | 곤릉 (坤陵)                                             | 경기 경기전역 강화군 양도면 길정리 75       | 강화군                       | 1972년 7월 3일 지정, 1992년 3월 10일 해제, 사적 제371호로 승격                        |      |
| 7호   |      | 정약용선생묘 (丁若鏞先生墓)                             | 경기 남양주시 조안면 능내리 산75-1          | 남양주시                     | 1972년 5월 4일 지정                                                                   |      |
| 8호   |      | 이규보선생묘 (李奎報先生墓)                             | 경기 경기전역 강화군 길상면 길직리 산32-2   | 이씨종중                     | 1972년 5월 4일 지정, 1995년 3월 1일 해제, 인천 기념물 제15호로 재지정                 |      |
| 9호   |      | 내가지석묘 (內可支石墓)                                 | 경기도 강화군 내가면 오상리 산125           | 강화군                       | 1972년 7월 3일 지정, 1995년 3월 1일 해제, 인천 기념물 제16호로 재지정                 |      |
| 10호  |      | 용주사회양목 (龍珠寺-楊木)                              | 경기 화성시 용주로 136 (송산동)             | 용주사                       | 1972년 7월 3일 지정, 1979년 12월 11일 해제, 대한민국의 천연기념물 제264호로 승격      |      |
| 11호  |      | 화정리음나무                                            | 경기 시흥군 수암면 화정리                   | 박순봉                       | 1972년 7월 3일 지정, 1974년 9월 26일 해제. 해제 사유 미상.                            |      |
| 12호  |      | 윤관장군묘 (윤관장군묘)                                 | 경기 파주시 광탄면 분수리 산5               | 윤남의                       | 1973년 7월 10일 지정, 1988년 3월 21일 해제, 사적 제323호로 승격                       |      |
| 13호  |      | 남이장군묘 (南怡將軍墓)                                 | 경기 화성시 비봉면 남전리 산145             | 진찬옥                       | 1973년 7월 10일 지정                                                                  |      |
| 14호  |      | 신사임당묘 (申師任堂墓)                                 | 경기 파주시 법원읍 동문리 산5-1             | 이백노                       | 1973년 7월 10일 지정, 2013년 2월 21일 해제, 사적 제525호로 승격                       |      |
| 15호  |      | 이이선생묘 (李珥先生墓)                                 | 경기 파주시 법원읍 동문리 산5-1             | 이백노                       | 1973년 7월 10일 지정, 2013년 2월 21일 해제, 사적 제525호로 승격                       |      |
| 16호  |      | 이완장군묘 (李浣將軍墓)                                 | 경기 여주군 여주읍 상거리 산19-18           | 이종갑                       | 1973년 7월 10일 지정                                                                  |      |
| 17호  |      | 채제공선생묘 (蔡濟恭先生墓)                             | 경기 용인시 역북동 산5                      | 채제한                       | 1973년 7월 10일 지정                                                                  |      |
| 18호  |      | 민영환선생묘 (閔泳煥先生墓)                             | 경기 용인시 기흥구 마북동 544-4             | 민흥기                       | 1973년 7월 10일 지정                                                                  |      |
| 19호  |      | 노송지대 (老松地帶)                                     | 경기 수원시 장안구 파장동                   | 수원시                       | 1973년 7월 10일 지정                                                                  |      |
| 20호  |      | 연주대 (戀主臺)                                         | 경기 과천시 중앙동 85-2                     | 연주암                       | 1973년 7월 10일 지정                                                                  |      |
| 21호  |      | 맹사성선생묘 (孟思誠先生墓)                             | 경기 광주시 광주읍 직리 산27                | 맹두섭                       | 1974년 9월 26일 지정                                                                  |      |
| 22호  |      | 용인 왕산리 지석묘 (龍仁 旺山里 支石墓)                 | 경기 용인시 모현면 왕산리 498               | 용인시                       | 1974년 9월 26일 지정, 2016년 11월 8일 명칭 변경                                       |      |
| 23호  |      | 최영장군묘 (崔瑩將軍墓)                                 | 경기 고양시 덕양구 대자동 산70-2            | 최대명                       | 1975년 9월 5일 지정                                                                   |      |
| 24호  |      | 이항복선생묘 (李恒福先生墓)                             | 경기 포천시 가산면 금현리 산4               | 이상욱                       | 1975년 9월 5일 지정                                                                   |      |
| 25호  |      | 이종무장군묘 (李從茂將軍墓)                             | 경기 용인시 수지구 고기동 산79              | 장수이씨 양후공파 종중       | 1975년 9월 5일 지정                                                                   |      |
| 26호  |      | 이덕남장군묘 (李德南將軍墓)                             | 경기 안성시 미양면 구수리 85                | 이한균                       | 1975년 9월 5일 지정                                                                   |      |
| 27호  |      | 이천백송 (利川白松)                                     | 경기도 이천시 백사면 신대리 산32            | 조한택                       | 1975년 9월 5일 지정, 1976년 6월 23일 해제. 대한민국의 천연기념물 제253호로 승격       |      |
| 28호  |      | 조종암 (朝宗巖)                                         | 경기 가평군 하면 대보리 산176-1             | 마영섭                       | 1975년 9월 5일 지정                                                                   |      |
| 29호  |      | 황희선생영당지 (黃喜先生影堂址)                         | 경기 파주시 문산읍 사목리 산127             | 황어연                       | 1976년 8월 27일 지정                                                                  |      |
| 30호  |      | 채산사 (茝山祠)                                         | 경기 포천시 신북면 가채리 678               | 최종규                       | 1976년 8월 27일 지정                                                                  |      |
| 31호  |      | 팔곡리향나무 (八谷里향나무)                             | 경기 안산시 팔곡동 59-3                     | 안산시                       | 1976년 8월 27일 지정                                                                  |      |
| 32호  |      | 유형원선생묘 (柳馨遠先生墓)                             | 경기 용인시 처인구 백암면 석천리 산28-1     | 문화유씨종중                 | 1976년 8월 27일 지정                                                                  |      |
| 33호  |      | 최항선생묘 (崔恒先生墓)                                 | 경기 광주시 퇴촌면 도마리 산11-1            | 최원범                       | 1976년 8월 27일 지정                                                                  |      |
| 34호  |      | 황희선생묘 (黃喜先生墓)                                 | 경기 파주시 탄현면 금승리 산1               | 황어연                       | 1976년 8월 27일 지정                                                                  |      |
| 35호  |      | 서성선생묘 (徐省先生墓)                                 | 경기 포천시 설운동 산1-14                   | 서기원                       | 1976년 8월 27일 지정                                                                  |      |
| 36호  |      | 서희장군묘 (徐熙將軍墓)                                 | 경기 여주군 산북면 후리 산53-1              | 서강익                       | 1977년 10월 13일 지정                                                                 |      |
| 37호  |      | 정문부장군묘 (鄭文孚將軍墓)                             | 경기 의정부시 용현동 379-32                 | 해주정씨송산종중             | 1977년 10월 13일 지정                                                                 |      |
| 38호  |      | 김준룡장군 전승지 및 비 (金俊龍將軍 戰勝地 및 碑)       | 경기 수원시 장안구 하광교동 산1-1           | 수원시                       | 1977년 10월 13일 지정                                                                 |      |
| 39호  |      | 해유령전첩지 (蟹踰嶺戰捷地)                             | 경기 양주시 백석읍 연곡리 산38              | 양주시                       | 1977년 10월 13일 지정                                                                 |      |
| 40호  |      | 이익선생묘 (李瀷先生墓)                                 | 경기 안산시 일동 555                        | 이필원                       | 1977년 10월 13일 지정                                                                 |      |
| 41호  |      | 노강서원 (鷺江書院)                                     | 경기 의정부시 장암동 산 146-1               | 박찬호                       | 1977년 10월 13일 지정                                                                 |      |
| 42호  |      | 송산사지 (松山祠址)                                     | 경기 의정부시 민락동 285,286                | 탁병욱                       | 1977년 10월 13일 지정                                                                 |      |
| 43호  |      | 노산사지 (蘆山祠址)                                     | 경기 양평군 서종면 노문리 산69-7            | 장기덕                       | 1977년 10월 13일 지정                                                                 |      |
| 44호  |      | 처인성 (處仁城)                                         | 경기 용인시 남사면 아곡리 산43              | 용인시                       | 1977년 10월 13일 지정                                                                 |      |
| 45호  |      | 자운서원 (紫雲書院)                                     | 경기 파주시 법원읍 동문리 산5-1             | 파주시                       | 1973년 7월 10일 지정, 2013년 2월 21일 해제, 사적 제525호로 승격                       |      |
| 46호  |      | 화산서원 (花山書院)                                     | 경기 포천시 가산면 방축리 산16-1            | 유봉현                       | 1975년 9월 5일 지정                                                                   |      |
| 47호  |      | 한재당 (寒齋堂)                                         | 경기 김포시 하성면 가금리 224               | 이병원                       | 1975년 9월 5일 지정                                                                   |      |
| 48호  |      | 흥원(흥선대원왕) (興園(興宣大院王))                     | 경기 남양주시 화도읍 창현리 산22-2          | 전주이씨종중                 | 1978년 10월 10일 지정                                                                 |      |
| 49호  |      | 이수광선생묘 (李수光先生墓)                             | 경기 양주시 장흥면 삼하리 산90-1            | 이희태                       | 1978년 10월 10일 지정                                                                 |      |
| 50호  |      | 유형장군묘 (柳珩將軍墓)                                 | 경기 고양시 덕양구 행신동 산698             | 김영련                       | 1978년 10월 10일 지정                                                                 |      |
| 51호  |      | 정발장군묘 (鄭撥將軍墓)                                 | 경기 연천군 미산면 백석리 산34-1외          | 경주정씨충장공(정휘발)종친회 | 1979년 9월 3일 지정                                                                   |      |
| 52호  |      | 이방실장군묘 (李房實將軍墓)                             | 경기 가평군 가평읍 하색리 산81              | 이병룡                       | 1972년 7월 10일 지정                                                                  |      |
| 53호  |      | 심온선생묘 (沈溫先生墓)                                 | 경기 수원시 팔달구 이의동 산13-10           | 수원시                       | 1979년 9월 10일 지정                                                                  |      |
| 54호  |      | 이수선생묘 (李수先生墓)                                 | 경기 성남시 분당구 궁내동 산17              | 전주이씨종중                 | 1980년 6월 2일 지정                                                                   |      |
| 55호  |      | 덕흥대원군묘 (德興大院君墓)                             | 경기 남양주시 별내면 덕송리 산5-13          | 전주이씨종중                 | 1980년 6월 2일 지정                                                                   |      |
| 56호  |      | 이대원장군묘및신도비 (李大源將君墓및神道碑)             | 경기 평택시 포승면 희곡리 산83-6            | 함평이씨종중                 | 1980년 6월 2일 지정                                                                   |      |
| 57호  |      | 원균장군묘 (元均將軍墓)                                 | 경기 평택시 도일동 산82                     | 원준의                       | 1980년 6월 2일 지정                                                                   |      |
| 58호  |      | 백인걸선생묘 (白仁傑先生墓)                             | 경기 양주시 광적면 효촌리 산26              | 백인현                       | 1981년 7월 26일 지정                                                                  |      |
| 59호  |      | 성혼선생묘 (成渾先生墓)                                 | 경기 파주시 파주읍 향양리 산8-2             | 우계문화재단                 | 1981년 7월 16일 지정                                                                  |      |
| 60호  |      | 이세화선생묘 (李世華先生墓)                             | 경기 파주시 문산읍 선유리 89-4              | 이태경                       | 1981년 7월 16일 지정                                                                  |      |
| 61호  |      | 가평연하리향나무 (加平連下里향나무)                     | 경기 가평군 상면 연하리 226                 | 이만규                       | 1981년 7월 16일 지정                                                                  |      |
| 62호  |      | 유관선생묘 (柳寬先生墓)                                 | 경기 양평군 강하면 동오리 산157             | 유유영                       | 1981년 7월 16일 지정                                                                  |      |
| 63호  |      | 어재연장군생가 (魚在淵將軍生家)                         | 경기 이천시 율면 일생로897번길 22-47        | 어홍선                       | 1981년 7월 16일 지정, 1984년 1월 14일 해제. 대한민국의 국가민속문화재 제127호로 승격  |      |
| 64호  |      | 보문사향나무 (普門寺향나무)                             | 경기 경기전역 강화군 삼산면 매음리 629      | 보문사                       | 1981년 7월 16일 지정, 1995년 3월 1일 해제, 인천 기념물 제17호로 재지정                |      |
| 65호  |      | 화성행궁지 (華城行宮址)                                 | 경기 수원시 장안구 신풍동 248-1외           | 수원시                       | 1972년 7월 3일 지정, 2007년 6월 8일 해제, 사적 제478호로 승격                         |      |
| 66호  |      | 봉천대 (奉天臺)                                         | 경기 경기전역 강화군 하점면 신봉리 산63     | 강화군                       | 1972년 7월 3일 지정, 1995년 3월 1일 해제, 인천 기념물 제18호로 재지정                 |      |
| 67호  |      | 장곶돈대 (長串墩臺)                                     | 경기 경기전역 강화군 화도면 장화리 산113    | 강화군                       | 1973년 7월 3일 지정, 1995년 3월 1일 해제, 인천 기념물 제19호로 재지정                 |      |
| 68호  |      | 강화전성 (江華塼城)                                     | 경기 경기전역 강화군 불은면 오두리 362      | 강화군                       | 1972년 7월 3일 지정, 1995년 3월 1일 해제, 인천 기념물 제20호로 재지정                 |      |
| 69호  |      | 죽주산성 (竹州山城)                                     | 경기 안성시 죽산면 죽양대로 111-71 (매산리) | 안성시                       | 1973년 7월 10일 지정                                                                  |      |
| 70호  |      | 택지돈대 (宅只墩臺)                                     | 경기 경기전역 강화군 길상면 선두리 1071-1   | 강화군                       | 1974년 9월 26일 지정, 1995년 3월 1일 해제, 인천 기념물 제21호로 재지정                |      |
| 71호  |      | 계룡돈대 (鷄龍墩臺)                                     | 경기 경기전역 강화군 내가면 황청리 282      | 강화군                       | 1974년 9월 26일 지정, 1995년 3월 1일 해제, 인천 기념물 제22호로 재지정                |      |
| 72호  |      | 교동읍성 (喬桐邑城)                                     | 경기 경기전역 강화군 교동면 읍내리 577      | 강화군                       | 1974년 9월 26일 지정, 1995년 3월 1일 해제, 인천 기념물 제23호로 재지정                |      |
| 73호  |      | 별망성지 (別望城址)                                     | 경기 안산시 단원구 초지동 656번지 (공원)    | 안산시                       | 1979년 9월 3일 지정                                                                   |      |
| 74호  |      | 농성 (農城)                                             | 경기 평택시 팽성읍 안정리 산41-5            | 평택시                       | 1981년 7월 16일 지정                                                                  |      |
| 75호  |      | 영창대군묘 (永昌大君墓)                                 | 경기 안성시 일죽면 고은리 산24-5            | 전주이씨안성군종친회         | 1983년 9월 19일 지정                                                                  |      |
| 76호  |      | 이천설성산성 (雪城山雪城址)                             | 경기 이천시 장호원읍 선읍리 930-1 외        | 이천시                       | 1984년 9월 12일 지정                                                                  |      |
| 77호  |      | 서흥김씨삼강정문 (瑞興金氏三綱旌門)                     | 경기 안성시 고삼면 월향리 산96              | 서흥김씨판서공파종중         | 1984년 9월 12일 지정                                                                  |      |
| 78호  |      | 류량선생묘 (柳亮先生墓)                                 | 경기 남양주시 조안면 시우리 산26            | 문화유씨충현공파종중         | 1984년 9월 12일 지정                                                                  |      |
| 79호  |      | 이정구선생묘 및 삼세신도비 (李廷龜先生墓 및 삼세신도비) | 경기 가평군 상면 태봉리 산115-1번지 일원    | 연안이씨월사공파종중         | 1984년 9월 12일 지정, 2016년 5월 30일 명칭·수량 변경                                  |      |
| 80호  |      | 충현서원지 (忠賢書院址)                                 | 경기 광명시 소하2동                         | 주식회사충현                 | 1985년 6월 28일 지정, 2010년 7월 16일 해제, 정밀조사 결과 현 위치가 충현서원지가 아님 |      |
| 81호  |      | 서운산성 (瑞雲山城)                                     | 경기 안성시 서운면 북산리 산2               | 안성시                       | 1985년 6월 28일 지정                                                                  |      |
| 82호  |      | 안성구포동성당 (安城九苞洞聖堂)                         | 경기 안성시 구포동 80-1                     | 천주교수원교구유지재단       | 1985년 6월 28일 지정                                                                  |      |
| 83호  |      | 안탄대선생묘 (安坦大先生墓)                             | 경기 안산시 성곡동 615-1                    | 전주이씨영양군파종친회       | 1985년 9월 20일 지정                                                                  |      |
| 84호  |      | 이경석선생묘 (李景奭先生墓)                             | 경기 성남시 분당구 석운동 산16-18           | 전주이씨백헌공파종중         | 1985년 9월 20일 지정                                                                  |      |
| 85호  |      | 이원익선생묘및신도비 (李元翼先生墓및神道碑)             | 경기 광명시 소하동 산137-1                  | 주식회사충현                 | 1985년 9월 20일 지정                                                                  |      |
| 86호  |      | 백천장선생묘 (白天藏先生墓)                             | 경기 화성시 태안읍 기안리 산7               | 수원백씨종중                 | 1985년 9월 20일 지정                                                                  |      |
| 87호  |      | 강희맹선생묘및신도비 (姜希孟先生墓및神道碑)             | 경기 시흥시 하상동 산2                      | 진주강씨종친회               | 1985년 9월 20일 지정                                                                  |      |
| 88호  |      | 신숙주선생묘 (申叔舟先生墓)                             | 경기 의정부시 고산동 산53-7                 | 고령신씨문충공파종중         | 1985년 9월 20일 지정                                                                  |      |
| 89호  |      | 한음이덕형선생묘및신도비 (漢陰李德馨先生墓및神道碑)     | 경기 양평군 양서면 목왕리 산82              | 광주이씨좌의정공파종중       | 1985년 9월 20일 지정                                                                  |      |
| 90호  |      | 허난설헌묘 (許蘭雪軒墓)                                 | 경기 광주시 초월읍 지월리 산29-5            | 안동김씨서운관정공파종중     | 1986년 9월 7일 지정                                                                   |      |
| 91호  |      | 고정리지석묘 (高亭里支石墓)                             | 경기 김포시 통진읍 고정리 609-1             | 김포시                       | 1986년 9월 7일 지정                                                                   |      |
| 92호  |      | 이순몽장군묘 (李順蒙將軍墓)                             | 경기 양평군 개군면 공세리 산28-3            | 영천이씨종친회               | 1986년 9월 7일 지정                                                                   |      |
| 93호  |      | 수원고읍성 (水原古邑城)                                 | 경기 화성시 기안동 산2-2등 40필지           | 화성시                       | 1986년 9월 7일 지정                                                                   |      |
| 94호  |      | 수석리토성 (水石里土城)                                 | 경기 남양주시 수석동 산2-2                  | 남양주시                     | 1986년 9월 7일 지정                                                                   |      |
| 95호  |      | 신립장군묘 (申砬將軍墓)                                 | 경기 광주시 실촌면 신대리 산1-1             | 평산신씨종친회               | 1986년 9월 7일 지정                                                                   |      |
| 96호  |      | 이준경선생묘 (李浚慶先生墓)                             | 경기 양평군 양서면 부용리 산35-1            | 광주이씨종친회               | 1987년 2월 12일 지정                                                                  |      |
| 97호  |      | 노고산독재동추사필적암각문 (老姑山篤才洞秋史筆蹟岩刻文) | 경기 양주시 장흥면 삼하리 산65              | 양주시                       | 1987년 2월 12일 지정                                                                  |      |
| 98호  |      | 김자수선생묘 (金自粹先生墓)                             | 경기 광주시 오포면 신현리 산120-1           | 경주김씨상촌공파종중         | 1987년 2월 12일 지정                                                                  |      |
| 99호  |      | 김상용선생묘 (金尙容先生墓)                             | 경기 남양주시 와부읍 덕소리 산6             | 안동김씨종중                 | 1987년 2월 12일 지정                                                                  |      |
| 100호 |      | 김상헌선생묘 (金尙憲先生墓)                             | 경기 남양주시 와부읍 덕소리 산5             | 안동김씨종중                 | 1987년 2월 12일 지정                                                                  |      |